# Stern (periodico)
Stern /ˈʃtɛɐ̯n/ è una rivista settimanale tedesca.

## Storia
Fondata da Henri Nannen nel 1948, la rivista è più conosciuta per le sue copertine, per le sue fotografie e per le sue continue ricerche di scoop, che per i contenuti dei suoi servizi. Stern è considerato il rivale storico di Der Spiegel e di Focus. La rivista fa oggi parte del gruppo editoriale Bertelsmann.

### Numeri importanti
Stern intitolò il numero del 6 giugno 1971 Wir haben abgetrieben! ("Abbiamo abortito!"): il manifesto, redatto sul modello del francese Manifesto delle 343, fu firmato da 374 donne, fra cui alcune celebri come Romy Schneider e Senta Berger. Nel 1983 la rivista pubblicò i diari di Hitler, che si rivelarono essere un falso, provocando uno scandalo.